# Кадуна (река)
Каду́на (англ. Kaduna River) — река в Нигерии, левый приток Нигера.
Река получила своё название от крокодилов, которые жили в районе реки. Кадуна на языке хауса означает «крокодилы», «крокодилье место». Исток реки находится на плато Джос на высоте 1280 м над уровнем моря. До города Кадуна течёт на северо-запад, далее поворачивает на юго-запад и юг. Крупнейшими притоками являются Саркин, Диня и Тубо. Длина реки — 550 км. Площадь бассейна составляет 45606 км².
Воды реки используются для гидроэнергетики, промышленности, сельского хозяйства, бытового водоснабжения, а также река служит местом отдыха людей. Основное население и сельскохозяйственная деятельность сосредоточены в нижнем течении.
В 1990 году для обеспечения экономики региона электроэнергией река была перекрыта плотиной, образовавшей водохранилище Широро площадью 320 км². Гидроэлектростанция вырабатывает около 500 МВт.
Река подвержена сильному загрязнению бытовыми, промышленными сельскохозяйственными сточными водами. В городе Кадуна очистные сооружения отсутствуют.